# Hamar
 Ovo je glavno značenje pojma Hamar. Za narod u Etiopiji pogledajte Hamar (narod).
Hamar je grad i središte istoimene općine u norveškom okrugu Hedmark čije je i središte. 

## Zemljopis
Grad se nalazi u istočnoj Norveškoj na obali jezera Mjøsa u regiji Østlandet, sjeverno od Osla.

## Stanovništvo
Prema podacima o broju stanovnika iz 2006. godine u općini živi 27.593 stanovnika.

## Gradovi prijatelji
- Island - Dalvík
- Njemačka - Greifswald
- SAD - Fargo
- Danska - Viborg
- Švedska - Lund
- Finska - Porvoo
- Izrael - Karmiel
- Palestina - Khan Younis

## Vanjske poveznice
- Službene stranice općine  Arhivirana inačica izvorne stranice od 13. svibnja 2012. (Wayback Machine)

### Ostali projekti
|  | Zajednički poslužitelj ima još gradiva o temi Hamar |